# Philippe Nahon
Philippe Nahon (París, 24 de diciembre de 1938-Ibidem, 19 de abril de 2020) fue un actor francés conocido  por su participación en películas de terror y suspenso, y por su actuación como el personaje de El Carnicero en una trilogía informal de films realizados por el director franco-argentino Gaspar Noé, compuesta por el corto Carne y los films Solo contra todos e Irreversible.
Falleció a los ochenta y un años el 18 de abril de 2020 a causa de una enfermedad que padecía complicada con COVID-19.

## Filmografía parcial
- 2007: Terror Project 6 (TV)
- 2005: Ma vie en l'air
- 2005: Virgil
- 2005: Vendredi ou un autre jour
- 2004: Ressac
- 2004: Calvaire
- 2004: Doo Wop
- 2004: La Quille
- 2004: Le Salopard
- 2003: Haute tension
- 2002: Irreversible
- 2002: Une affaire privée
- 2001: Le Pacte des loups
- 2000: Los ríos de color púrpura
- 2000: Sans famille (TV)
- 2000: La Crim' (TV Serie)
- 1999: Les Convoyeurs attendant
- 1998: Le Poulpe
- 1998: Seul contre tous
- 1995: La Haine
- 1991: Carne
- 1962: Le Doulos